# Uhlenburg (Burgstall)

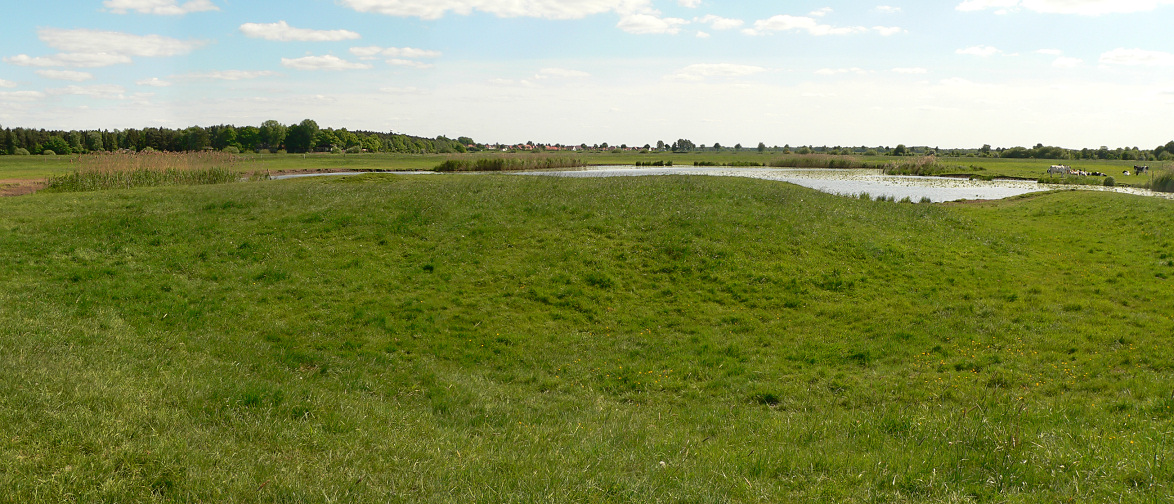
Hügel der Hauptburg, rechts Wall

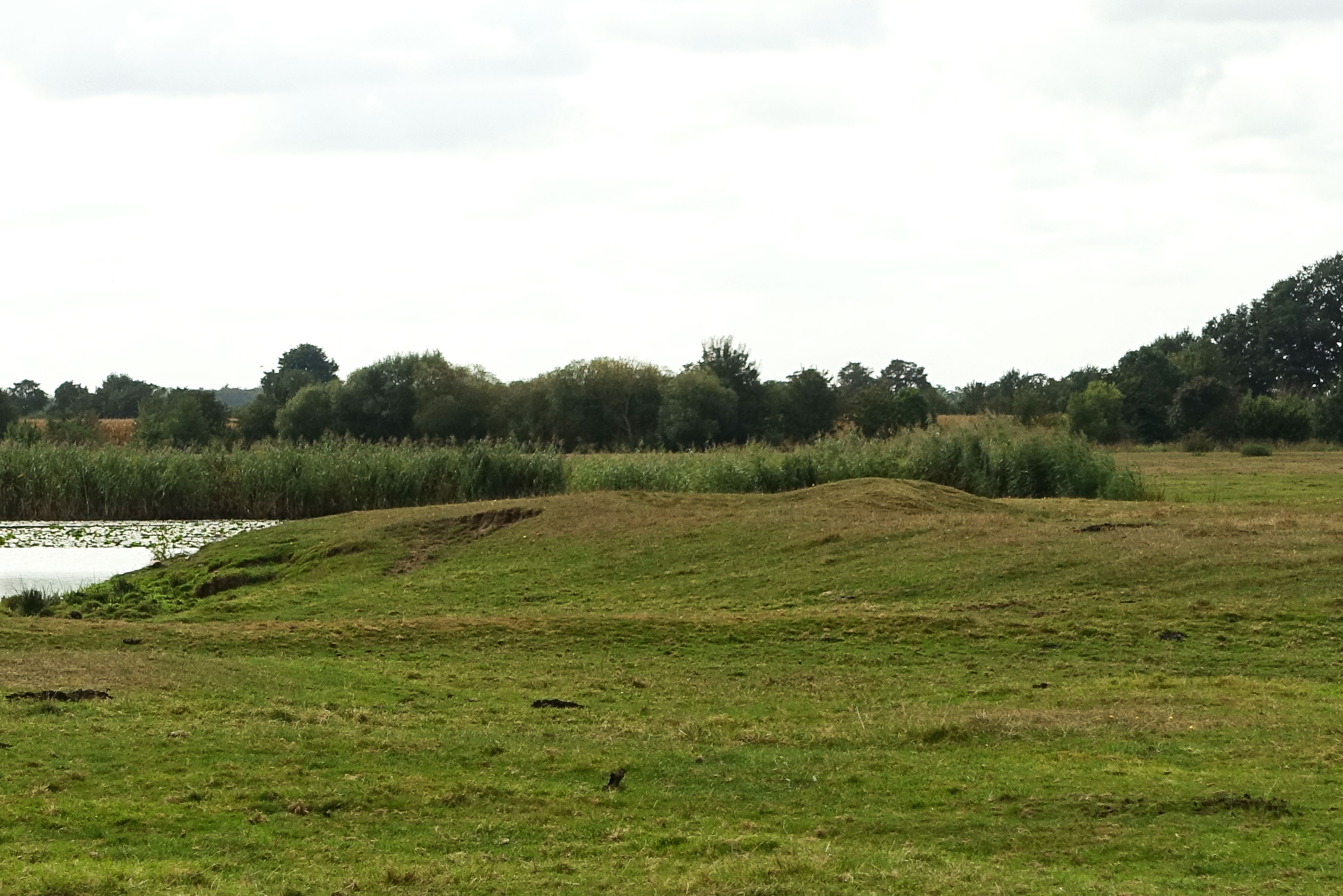
Blick auf die Hauptburg von Osten

Die Uhlenburg ist der Burgstall einer im 14. Jahrhundert bestandenen Niederungsburg nahe der Aller bei Essel in Niedersachsen. Der spätmittelalterliche Adelssitz bestand nur wenige Jahrzehnte gegen Ende des 14. Jahrhunderts und wurde 1393/94 gewaltsam zerstört.

## Lage
Die frühere Burgstelle liegt in der Gemarkung von Engehausen etwa 2 km östlich von Essel und etwa 2 km nördlich von Buchholz (Aller) im Überschwemmungsgebiet der Allerniederung auf 25 m über N.N. Die Stelle findet sich in einer Flussschleife, etwa 250 m von der Aller entfernt. Das frühere Burggelände wird ebenso wie das übrige weitläufige Niederungsgebiet extensiv als Grünland genutzt.

## Beschreibung

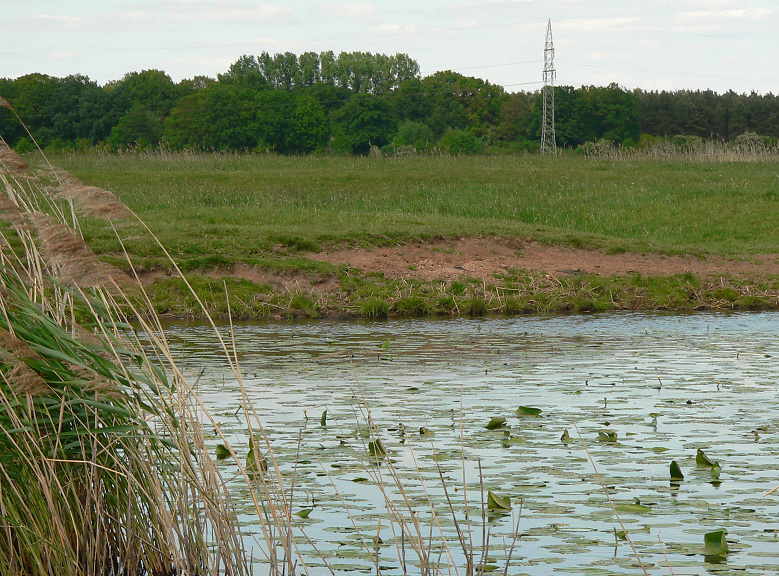
Wallanschnitt durch Erosion

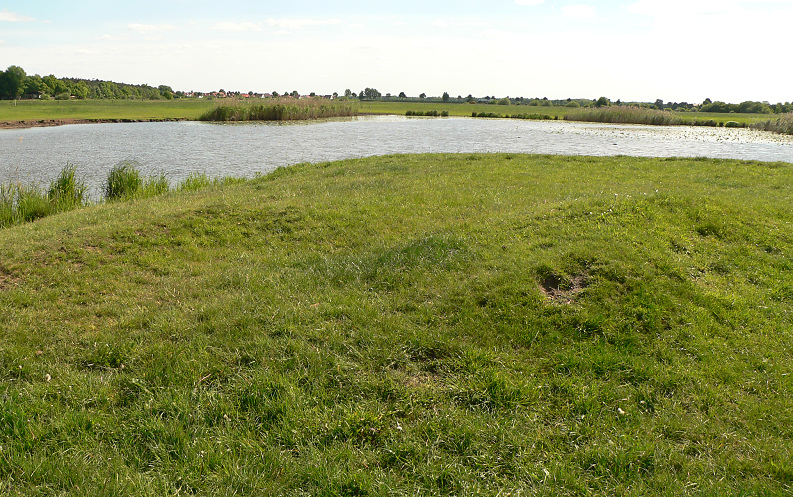
Bodenunebenheiten auf dem Hügel der Hauptburg

Die Uhlenburg bestand aus einer kleinen Hauptburg und einer größeren Vorburg, die nördlich daran angrenzte. Die fast quadratische Hauptburg lag auf einem Burghügel von etwa 30 m Seitenlänge, der heute noch eine Höhe von etwa 1,5 m aufweist und an den südlich ein Teich angrenzt. 2004 wurde die Böschung zum Teich mit Steinen gegen Erosion gesichert. Westlich des Burghügels ist dem Graben ein Wall vorgelagert. Die gesamte Anlage war von einem Burggraben umgeben, möglicherweise stellten sich Haupt- und Vorburg als Inseln in einer größeren Wasserfläche dar. Auf dem Burghügel gibt es im Osten eine plateauartige Eintiefung auf einer Fläche von 11 × 20 m. Von hier führt ein Damm über den Burggraben, so dass hier der frühere Zugang vermutet werden kann. Im Teich wurde eine Pfahlreihe festgestellt, die früher zur Burg gehörte und bei der es sich um Palisaden gehandelt haben könnte.
Das Gelände der Vorburg ist gegenüber der umgebenden Niederung leicht erhöht. Es ist etwa 100 m lang und bis zu 40 m breit. Umgeben ist die gesamte Burganlage von einem schmalen Gewässerarm, wobei es sich im Westen und Norden um die Flussschleife eines Altarms der Aller handeln könnte.

## Archäologische Untersuchungen
Wahrscheinlich eine nicht fachgerechte, erste Ausgrabung auf der Burgstelle fand 1906 statt. Dabei wurden einzelne Gegenstände aus Eisen, wie eine Kette, gefunden. 1926 kam es zu Grabungen durch einen Lehrer und seine Schüler. Laut den Aufzeichnungen wurde im Bereich der Hauptburg der Schutt eines Gebäudes gefunden, ohne dass ein Grundriss festgestellt werden konnte. Funde waren Ziegelreste, Lehm, Feldsteine und Keramikscherben sowie Knochen. Auffällig war überall vorkommende Holzkohle, die auf eine Zerstörung der Anlage durch einen Brand schließen ließ.
Die Burganlage geriet wegen des guten Erhaltungszustandes ihrer Reste ab 2001 verstärkt in das Interesse von Archäologen. Seither wurde eine umfangreiche Prospektion  vorgenommen. Dazu gehörten Geländebegehungen, eine Magnetometerbegehung, eine Bodenwiderstandsmessung und Fotos aus der Luftbildarchäologie. Die Erkundungen ließen darauf schließen, dass sich in der Erde des Burghügels eine Schuttschicht verbirgt. Vorgefundene Holzpfähle aus dem feuchten Untergrund wurden einer dendrochronologischen Altersbestimmung unterzogen und auf 1370–1380 datiert. Weitere Funde bei Begehungen waren Keramikscherben und Dachziegelstücke. Herausragend war der Fund eines Siegelstempels aus einer Blei-Zinn-Legierung. Er zeigt das Wappen der Herren von Hademstorf als frühere Burgherren.
Trotz der intensiven Erkundungen ist eine Ausgrabung in jüngster Zeit nicht vorgenommen worden und auch nicht vorgesehen. Das Bodendenkmal soll als zukünftige Forschungsreserve dienen, da die Erhaltungsbedingungen in der feuchten Niederung der Aller dafür ideal sind.

## Geschichte
Inhaber der Burg waren die Herren von Hademstorf, deren Geschlecht erstmals 1237 erwähnt wurde. 1372 werden die Brüder Bruno, Johann und Heinrich als die Herren von Hademsdorf erwähnt. Die Uhlenburg wird in einer Urkunde von 1394 erwähnt. Darin beschwerten sich die Herren von Hademsdorf beim Lüneburger Landrat, dass die Herzöge von Braunschweig-Lüneburg Heinrich I. und Bernhard I. die Uhlenburg zerstört hätten, was gegen die Lüneburger Sate verstoßen hätte. Wahrscheinlich gingen die Herzöge gegen die Landadligen vor, um ihren Herrschaftsbereich auszudehnen und die Zollstelle an der Aller zu übernehmen. Laut der Urkunde seien der Bergfried und zwei Kemenaten vernichtet worden, einige andere Gebäude habe man gerettet. 1410 nach seiner Gefangenschaft schwor Heinrich von Hademsdorf gegenüber Heinrich I. Urfehde. Allerdings ist nicht bekannt, ob die Gefangenschaft mit der Zerstörung der Uhlenburg zusammen hing.

## Ähnliche Befestigungsanlagen der näheren Umgebung
In der Niederung der Aller gab es in der näheren Umgebung eine Reihe weiterer mittelalterlicher Burgen, zum Teil ähnlicher Bauart, die im Abstand von nur wenigen Kilometern bestanden. Dazu gehören Befestigungsanlagen in Bierde, Ahlden (Aller) (Bunkenburg), Essel (Burg Blankenburg), Hodenhagen (Burg Hodenhagen), Rethem (Aller), Grethem (Burg Blankenhagen).
Die Uhlenburg  gehört zu den ehemaligen Burgen, die beim Projekt Burgenlandschaft Aller-Leine-Tal (B.A.L.T.) zwischen 2003 und 2005 näher untersucht wurden. Das Projekt wurde unter anderem vom europäischen Förderprogramm LEADER+ unterstützt, da sich die Burganlage in der Region Aller-Leine-Tal befindet.